# Enicospilus echeverri
Enicospilus echeverri är en stekelart som beskrevs av Ian D. Gauld 1988. Enicospilus echeverri ingår i släktet Enicospilus och familjen brokparasitsteklar. Inga underarter finns listade i Catalogue of Life.